# Verbandsgemeinde Manderscheid
La comunità amministrativa di Manderscheid (Verbandsgemeinde Manderscheid) era una comunità amministrativa della Renania-Palatinato, in Germania.
Faceva parte del circondario di Bernkastel-Wittlich.
A partire dal 1º luglio 2014 è stata unita alla comunità amministrativa di  Verbandsgemeinde Wittlich-Land per costituire la nuova comunità amministrativa Verbandsgemeinde Wittlich-Land, un nuovo ente distinto dalla comunità amministrativa omonima soppressa.

## Suddivisione
Comprendeva 21 comuni:
1. Bettenfeld
2. Dierfeld
3. Eckfeld
4. Eisenschmitt
5. Gipperath
6. Greimerath
7. Großlittgen
8. Hasborn
9. Karl
10. Laufeld
11. Manderscheid (città)
12. Meerfeld
13. Musweiler
14. Niederöfflingen
15. Niederscheidweiler
16. Oberöfflingen
17. Oberscheidweiler
18. Pantenburg
19. Schladt
20. Schwarzenborn
21. Wallscheid

Il capoluogo era Manderscheid.